# غارفيلد أوين
غارفيلد أوين (بالإنجليزية: Garfield Owen)‏ هو لاعب دوري الرغبي بريطاني، ولد في 20 مارس 1932 في Llanharan ‏ في المملكة المتحدة، وتوفي في 17 يناير 2019.

## وصلات خارجية
- غارفيلد أوين عل موقع إسبنسكروم (الإنجليزية)